# Leonard Riegel

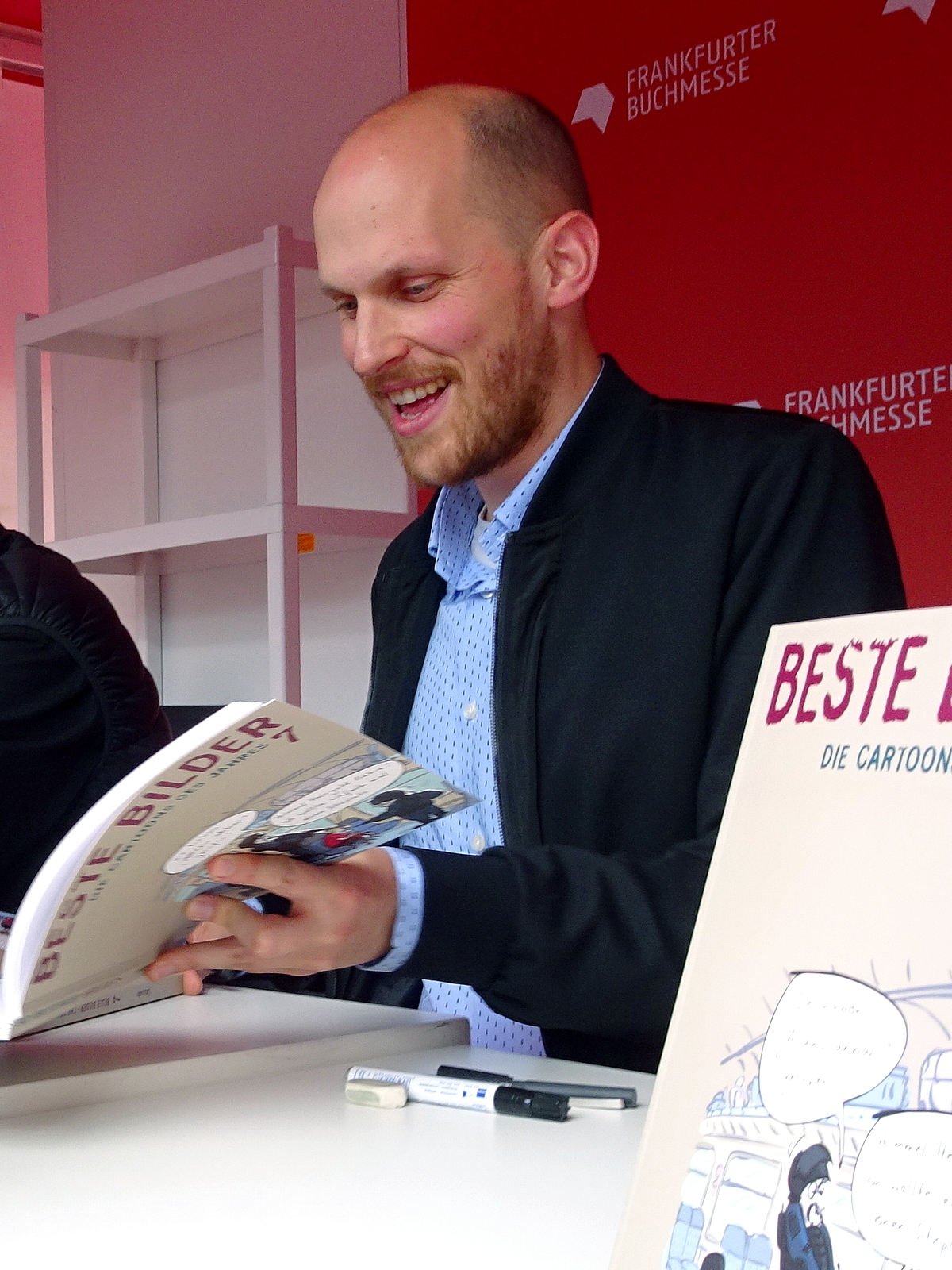
Leonard Riegel auf der Frankfurter Buchmesse 2016

Leonard Riegel (* 1983 in Göttingen) ist ein deutscher Cartoonist, Comiczeichner und Satiriker.

## Leben
Riegel wuchs in Hann. Münden auf und studierte Visuelle Kommunikation an der Kunsthochschule Kassel. Im Jahr 2009 war er Absolvent der Sommerakademie für Komische Kunst der Caricatura Kassel; im selben Jahr gewann er den dritten Platz beim Deutschen Cartoonpreis. 2012 wurden seine Werke im Rahmen der Caricatura VI ausgestellt. Seine Zeichnungen und Karikaturen wurden in Titanic, der FAZ, der Taz, in Brigitte Woman und verschiedenen Cartoon-Anthologien veröffentlicht.
2014 war er Stipendiat des Sondermannvereins; 2015 erhielt er außerdem den Sondermann-Förderpreis für Komische Kunst. Seit 2014 ist er Redakteur des Satiremagazins Titanic, wo er als Nachfolger von Stephan Rürup die Rubriken Cartoon und Bildwitz verantwortet.
Riegel lebt in Frankfurt am Main und Kassel.

## Werke
- Die Jagd nach der zündenden Idee. Edition Moderne, Zürich  2011, ISBN 978-3037310816.
- mit Leo Fischer: Fröhliche Hundegeschichten. Eichborn, Köln 2014, ISBN 978-3847905578.
- Seltsam verschlüsselte Botschaften aus dem All. Kunstmann Verlag, München 2018, ISBN 978-3956142383.